# れじゃぐるテレビ
『れじゃぐるテレビ』は、2001年10月6日から2007年3月31日まで大分朝日放送で放送されていた自主制作のローカルワイド番組である。大分朝日放送の公式サイトでは「れじゃぐるテレビ」と表記されていたが、実際のタイトルロゴは「情報発見!れじゃぐるTV」だった。

## 概要
放送開始から2004年3月27日までは毎週土曜 9:30 - 10:45に放送されていたが、同年4月以降は12:00 - 13:00に放送されていた（実質的には12:59:00終了）。
番組はその後、メインキャスターを務めていた中嶋美和子のOAB退社による降板を主たる理由に終了。2007年4月7日からは『れじゃぐる2』と題して放送された。

## 出演者

### 番組終了時の出演者
- 原田多美子（フリーアナウンサー）
- 中嶋美和子（当時OABアナウンサー）
- 梶川善寛
- 高嶋和代（当時OABアナウンサー）

### 歴代出演者
- 川上泰生
- きどゆういち
- 原田恵理子（当時OABアナウンサー）
- 鈴木麻理（当時OABアナウンサー）
- 松島優理（当時OABアナウンサー）

## 主なコーナー

### 番組終了時のコーナー
- 五右衛門プロジェクト
- たみコレッ!
- Dr.梶川の雑学の小部屋
- 美和子のカウントダウンランキング
- 思いつきワールド
- テイクアウトグルメ
- 情報エトセトラ
- レベルアップ大作戦

### 途中まで実施していたコーナー
- きどっち県内一周の旅
- 美味しくって!御麺ボよん
- 温泉名人への道〜別府88湯完全制覇
- コンテストの鬼